# Кубок Першого каналу 2009
Кубок Першого Каналу 2009 — четвертий розіграш турніру, повинен був пройти з 26 січня по 1 лютого 2009 року в Ізраїлі. Турнір скасовано рішенням Російської «Національної академії футболу».

## Скасування турніру
Призовий фонд в цьому розіграші турніру був скасований. Організатори Кубка Першого каналу вирішили відмовитися від призового фонду. Рішення це обумовлено витратами, що різко зросли через зміни регламенту. Інші причини скасування турніру прокоментував Олександр Ейдельштейн, віце-президент Національної академії футболу:

— На жаль, у цьому році "Кубок «Першого каналу» проводитися не буде. Від участі в турнірі відмовився санкт-петербурзький «Зеніт», а до нього випали з обойми московські «Динамо» і «Спартак» і казанський «Рубін». Серйозні клуби не захотіли брати участі в розіграші Кубка, а запрошувати інші команди на їх місце навряд чи доцільно. 
— Яка головна причина відмови клубів? 
— І «Зеніт», і майже всі інші клуби пояснюють своє рішення тим, що змінився формат турніру, який тепер не дуже підходить для них. 
— Російська «Національна академія футболу» надалі не відмовляється від проведення футбольного турніру? 
— Ні-ні. Сподіваюся, що в 2010 році турнір відбудеться. Зрозуміло, якщо в наші плани не втрутиться різного роду кризи та економічні негаразди. А в цей раз виникає свого роду вимушена пауза.

Проведення чергового Кубка Першого Каналу залишалося під питанням довгий час. Поступово від турніру відмовлялися то спонсори, то один за іншим клуби. Спочатку відмовився брати участь у турнірі «Спартак», пославшись на маленьку відпустку в зв'язку з тим, що остання гра сезону у «Спартака» 18 грудня, згодом йому знайшли заміну у вигляді чемпіона Росії «Рубіна», який вже запланував графік на січень 2009 року товариськими матчами. Представники казанського чемпіона сказали, що якщо б отримали пропозицію від організаторів раніше, то не відмовилися б, а враховуючи, що воно прийшло надто пізно, не хотілося відмовляти друзям в товариських зустрічах. Після організатори кубка намагалися вмовити московське «Динамо», яке спочатку погодилось, але згодом відмовилось з причини того, що призовий фонд хотіли збільшити за рахунок клубів. Керівництво «Зеніту» теж спочатку сумнівалося в тому, чи варто їхати на турнір, враховуючи, що більшість грандів відмовилися.
У розіграші кубку взяли б участь 8 клубів: 3 з Росії, 4 з України і 1 з Узбекистану:
- «Зеніт» (Санкт-Петербург) [4]
- «Крила Рад» (Самара)
- ЦСКА (Москва)
- «Динамо» (Київ)
- «Дніпро» (Дніпропетровськ)
- «Шахтар» (Донецьк)
- «Металіст» (Харків)
- «Буньодкор» (Ташкент)